# Campeonato Peruano de Futebol de 2023 – Primeira Divisão
A Liga 1 2023 (oficialmente conhecida como Liga 1 Betsson 2023 por questões de patrocínio) foi a 107ª edição da principal divisão do futebol peruano e a quarta com o nome de Liga 1. A competição esteve a cargo da Federação Peruana de Futebol, entidade máxima do futebol no Peru, que organiza e controla o desenvolvimento do torneio através do Comitê Organizador de Competições.
A competição teve início em 3 de fevereiro e encerramento em 8 de novembro de 2023.
Cabe destacar que a partir desta edição a Liga 1 implementou o uso do VAR, o qual chegou para a Liga 1 de 2023 durante o Torneo Clausura.
Em 8 de novembro de 2023, o Universitario sagrou-se campeão peruano pela 27ª vez ao vencer o Alianza Lima por 2–0, na casa do rival — que reagiu de forma nada cordial diante da festa adversária. Ao apito final do duelo decisivo, as luzes do estádio Alejandro Villanueva (também conhecido como Matute) foram apagadas, fazendo com que o momento de comemoração do Universitário fosse às escuras. A conquista não ocorria para o clube há 10 anos, desde 2013. A equipe conseguiu o troféu depois de um empate em 1–1 na partida da ida, e precisava de um triunfo na casa do rival, que era o atual bicampeão peruano (2021 e 2022).

## Regulamento

### Sistema de disputa
Nos torneios, chamados Apertura e Clausura, será jogado em um sistema de todos contra todos durante 19 rodadas. O time que terminar em primeiro lugar será o campeão.

### Definição do título
Para definir o título do campeonato, os vencedores dos torneios Apertura e Clausura junto com os dois primeiros times colocados na Tabela de classificação geral, seguindo as seguintes considerações:
- Se os campeôes do Apertura e do Clausura, e os 2 primeiros do acumulado são equipes diferentes, ocorrerá a disputa com semifinais e final.
- Se um time ganhar o Apertura ou o Clausura, e estiver entre os 2 primeiros do acumulado, ela se classifica diretamente para a final. Seu rival será decidido entre o outro ganhador de um dos torneios e a outra equipe do acumulado.
- Se as equipes ganhadoras dos torneios também forem as 2 primeiras do acumulado, ocorrerá somente a decisão final entre os dois times.
- Se um time vencer ambos os torneios, será automaticamente o campeão nacional.

### Vagas em competições internacionais
A Federação Peruana de Futebol tem direito a 8 vagas para os torneios internacionais, que se distribuem da seguinte forma:

#### Copa Libertadores da América de 2024
- Perú 1: Campeão da Liga 1
- Perú 2: Vice-campeão da Liga 1
- Perú 3: Terceiro lugar da Liga 1
- Perú 4: Quarto lugar da Liga 1

#### Copa Sul-Americana de 2024
- Perú 1: Quinto lugar da Liga 1
- Perú 2: Sexto lugar da Liga 1
- Perú 3: Sétimo lugar da Liga 1
- Perú 4: Oitavo lugar da Liga 1

### Rebaixamento para a Liga 2
Ao final do torneio, as equipes que ocuparem a 17ª, 18ª e 19ª colocação na tabela geral serão rebaixados de divisão e disputarão a Liga 2 de 2024.

## Participantes
Um total de 19 equipes competem na liga: as 16 primeiras classificadas na tabela acumulada da Liga 1 2022, a campeã da Liga 2 2022, a campeã da Copa Peru 2022 e a equipe vencedora da repescagem.
| Clube               | Promovido como               |
| ------------------- | ---------------------------- |
| Cusco               | Campeão da Liga 2 2022       |
| Deportivo Garcilaso | Campeão da Copa Peru de 2022 |
| Unión Comercio      | Vencedor da repescagem.      |

| Club                   | Rebaixado como                   |
| ---------------------- | -------------------------------- |
| Ayacucho               | Perdedor da repescagem           |
| Universidad San Martín | 18.º na tabela acumulada de 2022 |
| Carlos Stein           | 19.º na tabela acumulada de 2022 |

### Informações dos clubes
| Time                      | Cidade    | Região       | Estádio (mando)              | Capacidade | Títulos (último)    |
| ------------------------- | --------- | ------------ | ---------------------------- | ---------- | ------------------- |
| ADT                       | Tarma     | Junín        | Estádio Huancayo             | 20 000     | 0 (nenhum)          |
| Alianza Atlético          | Sullana   | Piúra        | Estádio Melanio Coloma       | 4 000      | 0 (nenhum)          |
| Alianza Lima              | Lima      | Lima         | Alejandro Villanueva         | 35 000     | 24 (Atual campeão)  |
| Atlético Grau             | Piura     | Piúra        | Estádio Miguel Grau          | 7 000      | 0 (nenhum)          |
| Binacional                | Juliaca   | Puno         | Guillermo Briceño Rosamedina | 20 030     | 1 (2019)            |
| Cantolao                  | Callao    | Callao       | Miguel Grau                  | 17 000     | 0 (nenhum)          |
| Carlos A. Mannucci        | Trujillo  | La Libertad  | Mansiche                     | 25 000     | 0 (nenhum)          |
| Cienciano                 | Cusco     | Cusco        | Inca Garcilaso de la Vega    | 45 000     | 0 (nenhum)          |
| Cusco                     | Cusco     | Cusco        | Inca Garcilaso de la Vega    | 45 000     | 0 (nenhum)          |
| Deportivo Garcilaso       | Cusco     | Cusco        | Inca Garcilaso de la Vega    | 45 000     | 0 (nenhum)          |
| Deportivo Municipal       | Lima      | Lima         | Iván Elías Moreno            | 10 000     | 4 (último em 1950)  |
| Melgar                    | Arequipa  | Arequipa     | Monumental de la UNSA        | 60 000     | 2 (último em 2015)  |
| Sport Boys                | Callao    | Callao       | Miguel Grau                  | 17 000     | 6 (último em 1984)  |
| Sport Huancayo            | Huancayo  | Junín        | Huancayo                     | 20 000     | 0 (nenhum)          |
| Sporting Cristal          | Lima      | Lima         | Alberto Gallardo             | 11 600     | 20 (2020)           |
| Unión Comercio            | Tarapoto  | São Martinho | Carlos Vidaurre García       | 7 000      | 3 (último em 2010)  |
| Universidad César Vallejo | Trujillo  | La Libertad  | Mansiche                     | 25 000     | 0 (nenhum)          |
| Universitario             | Lima      | Lima         | Monumental                   | 80 093     | 26 (último em 2013) |
| UTC                       | Cajamarca | Cajamarca    | Héroes de San Ramón          | 18 000     | 0 (nenhum)          |

## Torneo Apertura

### Classificação
| Pos | Equipe                    | Pts | J  | V  | E | D  | GP | GC | SG  | Classificação                                     |
| --- | ------------------------- | --- | -- | -- | - | -- | -- | -- | --- | ------------------------------------------------- |
| 1   | Alianza Lima              | 42  | 18 | 14 | 0 | 4  | 37 | 16 | +21 | Playoffs e fase de grupos da Libertadores de 2024 |
| 2   | Sporting Cristal          | 35  | 18 | 9  | 8 | 1  | 33 | 18 | +15 |                                                   |
| 3   | Universitario             | 34  | 18 | 11 | 1 | 6  | 29 | 14 | +15 |                                                   |
| 4   | Cusco                     | 32  | 18 | 10 | 2 | 6  | 24 | 22 | +2  |                                                   |
| 5   | Sport Huancayo            | 27  | 18 | 8  | 3 | 7  | 30 | 25 | +5  |                                                   |
| 6   | Universidad César Vallejo | 27  | 18 | 7  | 6 | 5  | 25 | 21 | +4  |                                                   |
| 7   | Carlos A. Mannucci        | 27  | 18 | 8  | 3 | 7  | 17 | 18 | −1  |                                                   |
| 8   | Deportivo Garcilaso       | 25  | 18 | 6  | 7 | 5  | 32 | 27 | +5  |                                                   |
| 9   | Melgar                    | 25  | 18 | 6  | 7 | 5  | 24 | 22 | +2  |                                                   |
| 10  | Deportivo Municipal       | 24  | 18 | 7  | 3 | 8  | 19 | 21 | −2  |                                                   |
| 11  | Cienciano                 | 24  | 18 | 7  | 3 | 8  | 23 | 28 | −5  |                                                   |
| 12  | Atlético Grau             | 23  | 18 | 6  | 5 | 7  | 31 | 21 | +10 |                                                   |
| 13  | Alianza Atlético          | 23  | 18 | 6  | 5 | 7  | 32 | 33 | −1  |                                                   |
| 14  | ADT                       | 21  | 18 | 5  | 6 | 7  | 23 | 23 | 0   |                                                   |
| 15  | UTC                       | 21  | 18 | 5  | 6 | 7  | 16 | 22 | −6  |                                                   |
| 16  | Unión Comercio            | 19  | 18 | 5  | 4 | 9  | 24 | 40 | −16 |                                                   |
| 17  | Binacional                | 18  | 18 | 5  | 3 | 10 | 28 | 34 | −6  |                                                   |
| 18  | Sport Boys                | 18  | 18 | 5  | 3 | 10 | 13 | 26 | −13 |                                                   |
| 19  | Cantolao                  | 9   | 18 | 2  | 3 | 13 | 9  | 36 | −27 |                                                   |

### Desempenho por rodada
Clubes que lideraram o campeonato ao final de cada rodada:
|          | 1ª  | 2ª  | 3ª  | 4ª  | 5ª  | 6ª  | 7ª  | 8ª  | 9ª  | 10ª | 11ª | 12ª | 13ª | 14ª | 15ª | 16ª | 17ª | 18ª | 19ª |
| Apertura | UNI | CAG | CAG | CAM | GAR | GAR | GAR | UNI | ALI | ALI | ALI | ALI | UNI | ALI | ALI | ALI | ALI | ALI | ALI |

Clubes que ficaram na última posição do campeonato ao final de cada rodada:
|          | 1ª  | 2ª  | 3ª  | 4ª  | 5ª  | 6ª  | 7ª  | 8ª  | 9ª  | 10ª | 11ª | 12ª | 13ª | 14ª | 15ª | 16ª | 17ª | 18ª | 19ª |
| Apertura | CAN | MEL | BIN | BIN | CAN | MEL | BIN | BIN | BIN | BIN | CAN | CAN | CAN | CAN | CAN | CAN | CAN | CAN | CAN |

### Resultados
| Mandante \ Visitante      | ADT | AAS | ALI | CAG | BIN | CAN | CAM | CIE | CUS | GAR | MUN | MEL | SBA | SHU | CRI | UCO | UCV | UNI | UTC |
| ------------------------- | --- | --- | --- | --- | --- | --- | --- | --- | --- | --- | --- | --- | --- | --- | --- | --- | --- | --- | --- |
| ADT                       | —   | —   | 2–1 | —   | —   | 1–1 | —   | 3–4 | 0–2 | 1–2 | 3–0 | 0–0 | 1–0 | —   | —   | —   | 2–0 | —   | —   |
| Alianza Atlético          | 1–1 | —   | 0–1 | 3–2 | —   | 2–1 | —   | —   | —   | —   | —   | 3–3 | —   | 4–2 | 0–0 | —   | —   | 3–1 | 2–0 |
| Alianza Lima              | —   | —   | —   | —   | 6–1 | 3–0 | 3–0 | 2–0 | 2–0 | 3–2 | 2–1 | —   | 2–0 | —   | —   | —   | 2–0 | —   | —   |
| Atlético Grau             | 1–1 | —   | 1–2 | —   | —   | 3–0 | —   | 4–0 | 3–0 | —   | 1–1 | 3–0 | 3–0 | —   | —   | —   | 1–1 | —   | —   |
| Binacional                | 1–0 | 4–2 | —   | 2–4 | —   | —   | 3–0 | —   | —   | —   | —   | —   | —   | 5–3 | 0–1 | 5–0 | —   | 1–2 | 1–1 |
| Cantolao                  | —   | —   | —   | —   | 1–0 | —   | 0–2 | 1–0 | 2–3 | 1–1 | 0–1 | —   | 0–0 | —   | —   | 1–2 | 1–2 | —   | —   |
| Carlos A. Mannucci        | 1–1 | 1–0 | —   | 1–0 | —   | —   | —   | —   | —   | —   | —   | 1–2 | —   | 0–0 | 1–1 | 2–0 | —   | 2–0 | 0–1 |
| Cienciano                 | —   | 5–2 | —   | —   | 1–1 | —   | 1–0 | —   | 2–0 | 0–0 | 1–0 | —   | 0–1 | —   | —   | 3–1 | 1–1 | —   | —   |
| Cusco                     | —   | 2–1 | —   | —   | 2–1 | —   | 3–0 | —   | —   | 2–1 | 1–0 | —   | 2–1 | 0–3 | —   | 2–1 | 2–0 | —   | —   |
| Deportivo Garcilaso       | —   | 3–2 | —   | 2–0 | 3–0 | —   | 1–2 | —   | —   | —   | —   | —   | —   | 1–1 | 4–4 | 2–2 | —   | 0–0 | 2–2 |
| Deportivo Municipal       | —   | 2–1 | —   | —   | 2–0 | —   | 0–3 | —   | —   | 0–3 | —   | —   | —   | 1–2 | 1–1 | 2–0 | —   | 1–2 | 2–0 |
| Melgar                    | —   | —   | 2–1 | —   | 2–1 | 5–0 | —   | 1–0 | 1–1 | 2–4 | 0–2 | —   | 2–0 | —   | —   | —   | 2–2 | —   | —   |
| Sport Boys                | —   | 0–1 | —   | —   | 2–2 | —   | 0–1 | —   | —   | 2–1 | 0–2 | —   | —   | 1–0 | —   | 2–1 | —   | 0–3 | 3–2 |
| Sport Huancayo            | 1–3 | —   | 2–1 | 1–0 | —   | 4–0 | —   | 1–3 | —   | —   | —   | 1–1 | —   | —   | 1–2 | —   | —   | 1–0 | 5–1 |
| Sporting Cristal          | 0–0 | —   | 3–0 | 2–1 | —   | 3–0 | —   | 4–2 | 3–2 | —   | —   | 1–0 | 1–1 | —   | —   | —   | 1–1 | —   | —   |
| Unión Comercio            | 4–3 | 3–3 | 1–3 | 2–2 | —   | —   | —   | —   | —   | —   | —   | 1–1 | —   | 2–0 | 1–6 | —   | —   | 1–0 | 1–0 |
| Universidad César Vallejo | —   | 2–2 | —   | —   | 2–0 | —   | 2–0 | —   | —   | 3–0 | 1–1 | —   | 2–0 | 0–2 | —   | 3–1 | —   | —   | 3–1 |
| Universitario             | 3–1 | —   | 1–2 | 2–1 | —   | 4–0 | —   | 3–0 | 1–0 | —   | —   | 1–0 | —   | —   | 2–0 | —   | 4–0 | —   | —   |
| UTC                       | 1–0 | —   | 0–1 | 1–1 | —   | 1–0 | —   | 3–0 | 0–0 | —   | —   | 0–0 | —   | —   | 1–1 | —   | —   | 0–1 | —   |

1. 1 2 3 4 5 6  Partida vencida por W.O.

## Torneo Clausura

### Classificação
| Pos | Equipe                    | Pts | J  | V  | E  | D  | GP | GC | SG  | Classificação                                     |
| --- | ------------------------- | --- | -- | -- | -- | -- | -- | -- | --- | ------------------------------------------------- |
| 1   | Universitario             | 39  | 18 | 11 | 6  | 1  | 28 | 8  | +20 | Playoffs e fase de grupos da Libertadores de 2024 |
| 2   | Melgar                    | 38  | 18 | 11 | 5  | 2  | 31 | 13 | +18 |                                                   |
| 3   | Alianza Lima              | 37  | 18 | 10 | 7  | 1  | 18 | 6  | +12 |                                                   |
| 4   | Sporting Cristal          | 36  | 18 | 10 | 6  | 2  | 31 | 13 | +18 |                                                   |
| 5   | ADT                       | 34  | 18 | 9  | 7  | 2  | 21 | 13 | +8  |                                                   |
| 6   | Sport Huancayo            | 29  | 18 | 8  | 5  | 5  | 22 | 14 | +8  |                                                   |
| 7   | Deportivo Garcilaso       | 27  | 18 | 7  | 6  | 5  | 24 | 20 | +4  |                                                   |
| 8   | Universidad César Vallejo | 24  | 18 | 7  | 3  | 8  | 25 | 19 | +6  |                                                   |
| 9   | Cienciano                 | 24  | 18 | 6  | 6  | 6  | 21 | 20 | +1  |                                                   |
| 10  | Sport Boys                | 23  | 18 | 6  | 5  | 7  | 15 | 23 | −8  |                                                   |
| 11  | Carlos A. Mannucci        | 20  | 18 | 5  | 5  | 8  | 16 | 22 | −6  |                                                   |
| 12  | UTC                       | 19  | 18 | 3  | 10 | 5  | 21 | 23 | −2  |                                                   |
| 13  | Cusco                     | 18  | 18 | 4  | 6  | 8  | 18 | 23 | −5  |                                                   |
| 14  | Atlético Grau             | 18  | 18 | 4  | 6  | 8  | 17 | 27 | −10 |                                                   |
| 15  | Binacional                | 17  | 18 | 5  | 2  | 11 | 25 | 34 | −9  |                                                   |
| 16  | Unión Comercio            | 17  | 18 | 4  | 5  | 9  | 18 | 32 | −14 |                                                   |
| 17  | Cantolao                  | 17  | 18 | 5  | 2  | 11 | 12 | 26 | −14 |                                                   |
| 18  | Alianza Atlético          | 16  | 18 | 4  | 4  | 10 | 14 | 25 | −11 |                                                   |
| 19  | Deportivo Municipal       | 12  | 18 | 4  | 0  | 14 | 17 | 33 | −16 |                                                   |

### Desempenho por rodada
Clubes que lideraram o campeonato ao final de cada rodada:
|          | 1ª  | 2ª  | 3ª  | 4ª  | 5ª  | 6ª  | 7ª  | 8ª  | 9ª  | 10ª | 11ª | 12ª | 13ª | 14ª | 15ª | 16ª | 17ª | 18ª | 19ª |
| Clausura | MEL | SPC | MEL | MEL | MEL | SPC | UNI | UNI | SPC | SPC | SPC | SPC | SPC | SPC | MEL | MEL | UNI | UNI | UNI |

Clubes que ficaram na última posição do campeonato ao final de cada rodada:
|          | 1ª  | 2ª  | 3ª  | 4ª  | 5ª  | 6ª  | 7ª  | 8ª  | 9ª  | 10ª | 11ª | 12ª | 13ª | 14ª | 15ª | 16ª | 17ª | 18ª | 19ª |
| Clausura | ADT | UCV | CAG | UCO | UCO | UCO | MUN | MUN | MUN | MUN | MUN | MUN | MUN | MUN | MUN | MUN | MUN | MUN | MUN |

### Resultados
| Mandante \ Visitante      | ADT | AAS | ALI | CAG   | BIN | CAN | CAM | CIE | CUS | GAR | MUN   | MEL | SBA | SHU | CRI | UCO | UCV | UNI | UTC |
| ------------------------- | --- | --- | --- | ----- | --- | --- | --- | --- | --- | --- | ----- | --- | --- | --- | --- | --- | --- | --- | --- |
| ADT                       | —   | 1–0 | —   | 1–0   | 2–0 | —   | 0–0 | —   | —   | —   | —     | —   | —   | 2–1 | 1–1 | 3–0 | —   | 2–0 | 0–0 |
| Alianza Atlético          | —   | —   | —   | —     | 1–0 | —   | 1–1 | 2–1 | 2–0 | 2–0 | 1–2   | —   | 1–2 | —   | —   | 2–2 | 0–1 | —   | —   |
| Alianza Lima              | 0–0 | 1–0 | —   | 2–0   | —   | —   | —   | —   | —   | —   | —     | 0–0 | —   | 1–0 | 0–0 | 3–1 | —   | 0–0 | 1–0 |
| Atlético Grau             | —   | 1–1 | —   | —     | 2–1 | —   | 0–2 | —   | —   | 1–1 | —     | —   | —   | 0–0 | 2–3 | 0–1 | —   | 2–2 | 4–2 |
| Binacional                | —   | —   | 1–2 | —     | —   | 1–0 | —   | 2–2 | 2–0 | 1–5 | 4–1   | 1–2 | 4–0 | —   | —   | —   | 1–0 | —   | —   |
| Cantolao                  | 0–1 | 1–0 | 0–2 | 0–4   | —   | —   | —   | —   | —   | —   | —     | 0–1 | —   | 1–1 | 0–2 | —   | —   | 1–4 | 2–0 |
| Carlos A. Mannucci        | —   | —   | 1–2 | —     | 3–2 | 1–2 | —   | 2–0 | 0–0 | 0–1 | Canc. | —   | 0–0 | —   | —   | —   | 2–1 | —   | —   |
| Cienciano                 | 2–2 | —   | 0–0 | 2–0   | —   | 1–0 | —   | —   | —   | —   | —     | 0–1 | —   | 1–0 | 1–0 | —   | —   | 1–1 | 2–2 |
| Cusco                     | 1–0 | —   | 1–1 | 0–0   | —   | 3–0 | —   | 0–0 | —   | —   | —     | 1–1 | —   | —   | 4–1 | —   | —   | 1–1 | 2–1 |
| Deportivo Garcilaso       | 1–2 | —   | 0–1 | —     | —   | 0–0 | —   | 0–3 | 2–1 | —   | 5–2   | 2–2 | 3–0 | —   | —   | —   | 1–0 | —   | —   |
| Deportivo Municipal       | 1–2 | —   | 0–1 | Canc. | —   | 1–2 | —   | 4–1 | 2–0 | —   | —     | 0–1 | 0–3 | —   | —   | —   | 0–3 | —   | —   |
| Melgar                    | 4–0 | 4–0 | —   | 3–0   | —   | —   | 2–1 | —   | —   | —   | —     | —   | —   | 1–3 | 1–1 | 3–1 | —   | 0–1 | 1–1 |
| Sport Boys                | 1–1 | —   | 1–0 | 1–1   | —   | 0–1 | —   | 2–1 | 2–1 | —   | —     | 0–2 | —   | —   | 1–1 | —   | 0–2 | —   | —   |
| Sport Huancayo            | —   | 2–0 | —   | —     | 3–1 | —   | 3–1 | —   | 3–1 | 0–0 | 2–0   | —   | 1–0 | —   | —   | 1–1 | 2–0 | —   | —   |
| Sporting Cristal          | —   | 3–0 | —   | —     | 5–0 | —   | 3–2 | —   | —   | 3–0 | 1–0   | —   | —   | 2–0 | —   | 3–0 | —   | 0–0 | 1–1 |
| Unión Comercio            | —   | —   | —   | —     | 2–2 | 2–1 | 0–0 | 2–0 | 2–1 | 1–2 | 1–3   | —   | 0–1 | —   | —   | —   | 1–4 | —   | —   |
| Universidad César Vallejo | 1–1 | —   | 1–1 | 5–0   | —   | 2–1 | —   | 0–3 | 3–1 | —   | —     | 1–2 | —   | —   | 0–1 | —   | —   | 0–1 | —   |
| Universitario             | —   | 2–0 | —   | —     | 1–0 | —   | 3–0 | —   | —   | 1–1 | 1–0   | —   | 3–0 | 2–0 | —   | 2–0 | —   | —   | 3–0 |
| UTC                       | —   | 1–1 | —   | —     | 3–2 | —   | 2–0 | —   | —   | 0–0 | 5–1   | —   | 1–1 | 0–0 | —   | 1–1 | 1–1 | —   | —   |

## Classificação Geral
| Pos | Equipe                    | Pts | J  | V  | E  | D  | GP | GC | SG  | Classificação ou Rebaixamento                           |
| --- | ------------------------- | --- | -- | -- | -- | -- | -- | -- | --- | ------------------------------------------------------- |
| 1   | Alianza Lima (C)          | 79  | 36 | 24 | 7  | 5  | 55 | 22 | +33 | Play-offs e fase de grupos da Copa Libertadores de 2024 |
| 2   | Universitario (C)         | 73  | 36 | 22 | 7  | 7  | 57 | 22 | +35 | Play-offs e fase de grupos da Copa Libertadores de 2024 |
| 3   | Sporting Cristal          | 71  | 36 | 19 | 14 | 3  | 64 | 31 | +33 | 2ª fase da Copa Libertadores de 2024                    |
| 4   | Melgar                    | 63  | 36 | 17 | 12 | 7  | 55 | 35 | +20 | 1ª fase da Copa Libertadores de 2024                    |
| 5   | Sport Huancayo            | 56  | 36 | 16 | 8  | 12 | 52 | 39 | +13 | 1ª fase da Copa Sul-Americana de 2024                   |
| 6   | ADT                       | 55  | 36 | 14 | 13 | 9  | 44 | 36 | +8  | 1ª fase da Copa Sul-Americana de 2024                   |
| 7   | Deportivo Garcilaso       | 51  | 36 | 13 | 13 | 10 | 56 | 47 | +9  | 1ª fase da Copa Sul-Americana de 2024                   |
| 8   | Universidad César Vallejo | 51  | 36 | 14 | 9  | 13 | 50 | 42 | +8  | 1ª fase da Copa Sul-Americana de 2024                   |
| 9   | Cusco                     | 50  | 36 | 14 | 8  | 14 | 42 | 45 | −3  |                                                         |
| 10  | Cienciano                 | 48  | 36 | 13 | 9  | 14 | 44 | 48 | −4  |                                                         |
| 11  | Carlos A. Mannucci        | 47  | 36 | 13 | 8  | 15 | 33 | 40 | −7  |                                                         |
| 12  | Atlético Grau             | 41  | 36 | 10 | 11 | 15 | 48 | 48 | 0   |                                                         |
| 13  | UTC                       | 40  | 36 | 8  | 16 | 12 | 37 | 45 | −8  |                                                         |
| 14  | Alianza Atlético          | 39  | 36 | 10 | 9  | 17 | 46 | 58 | −12 |                                                         |
| 15  | Sport Boys                | 37  | 36 | 11 | 8  | 17 | 28 | 49 | −21 |                                                         |
| 16  | Unión Comercio            | 36  | 36 | 9  | 9  | 18 | 42 | 72 | −30 |                                                         |
| 17  | Binacional                | 35  | 36 | 10 | 5  | 21 | 53 | 68 | −15 | Rebaixados para a Liga 2 de 2024                        |
| 18  | Deportivo Municipal       | 31  | 36 | 11 | 3  | 22 | 36 | 54 | −18 | Rebaixados para a Liga 2 de 2024                        |
| 19  | Cantolao                  | 26  | 36 | 7  | 5  | 24 | 21 | 62 | −41 | Rebaixados para a Liga 2 de 2024                        |

1. ↑  Deportivo Garcilaso foi sancionado com a redução de quatro pontos por dívidas.[12]
2. ↑  Sport Boys foi sancionado com a redução de quatro pontos por dívidas.[13]
3. ↑  Deportivo Municipal foi sancionado com a redução de seis pontos por dívidas.[14]

## Play-offfinal
Os play-offs são a última etapa do campeonato. O Alianza Lima venceu o Torneo Apertura e foi o melhor time na classificação geral, o que lhe deu a primeira passagem para disputar o título nacional. O Universitario conquistou o Torneo Clausura e ficou em segundo lugar na tabela acumulada. Por força do regulamento, como os dois ganhadores dos torneios curtos foram os melhores da tabela acumulada, eles jogam diretamente a final sem necessidade de semifinais. O confronto final será disputado em jogos de ida e volta, sendo campeão nacional o clube que ficar na frente do placar no agregado das duas partidas.
|  | Semifinais    | Semifinais    | Semifinais | Semifinais |   |              | Final | Final | Final | Final |
|  |               |               |            |            |   |              |       |       |       |       |
|  | Alianza Lima  | -             | -          | -          |   |              |       |       |       |       |
|  | Bye           | -             | -          | -          |   |              |       |       |       |       |
|  | Bye           | -             | -          | -          |   | Alianza Lima | 1     | 0     | 1     |       |
|  |               |               |            |            |   | Alianza Lima | 1     | 0     | 1     |       |
|  |               | Universitario | 1          | 2          | 3 |              |       |       |       |       |
|  | Universitario | Universitario | 1          | 2          | 3 | -            | -     | -     |       |       |
|  | Universitario |               |            |            |   | -            | -     | -     |       |       |
|  | Bye           | -             | -          | -          |   |              |       |       |       |       |

Ida
| 4 de novembro | Universitario          | 1 – 1     | Alianza Lima        | Estádio Monumental, Lima    |
| 20:00 (UTC−5) | Alex Valera 63' (pen.) | Relatório | 90+4' Gabriel Costa | Árbitro: Kevin Paolo Ortega |

Volta
| 8 de novembro | Alianza Lima | 0 – 2 | Universitario                              | Estádio Alejandro Villanueva, Lima |
| 20:00 (UTC−5) |              |       | Edison Flores 03' · Horacio Calcaterra 82' |                                    |

## Premiação
| Liga 1 1XBET de 2023                |
| ----------------------------------- |
| Universitario Campeão (27.º título) |